# Mathew Fraser
Mathew Edward Fraser (Kingston, Ontario, Canadá, 25 de enero de 1990), 
más conocido como Mat Fraser, es un exatleta profesional de CrossFit estadounidense, pentacampeón de los CrossFit Games que defendió el título de «El hombre más en forma sobre la Tierra» (Fittest on Earth) en 2016, 2017, 2018, 2019 y 2020.
Desde muy joven practicó levantamiento de pesas y participó en la competición interna de su instituto en Colchester, donde obtuvo el título de campeón en 2003, 2005 y 2007. Sufrió la rotura de una vértebra lumbar durante un entrenamiento de preparación para el Campeonato del Mundo Junior de Halterofilia, en Bucarest, Rumanía. A pesar de la lesión pudo competir, pero días más tarde accedió a someterse a una cirugía experimental que no dio buenos resultados, por lo que, por causas físicas y tras la pérdida de la candidatura de Chicago para los Juegos Olímpicos de Río de Janeiro 2016, se retiró de la disciplina.
Accedió a la Universidad y descubrió un nuevo deporte llamado CrossFit gracias al propietario del gimnasio en el que entrenaba, quien le animó a inscribirse a una competición interna llamada Winter Throwdown. Al mismo tiempo que entrenamientos y estudios, compaginó su participación en pequeñas competiciones en las que consiguió la primera posición, por lo que decidió dar un paso más y registrarse como atleta profesional de ese deporte. Debutó en los CrossFit Games en 2013 tras inscribirse en el Open, y aunque pasó a la siguiente fase, no consiguió lo necesario para acceder al evento al final. Destacó por sus resultados entre los atletas profesionales de la competición hasta 2016, cuando consiguió por primera vez el título de campeón, que ostentó de forma consecutiva hasta su última participación en los Reebok CrossFit Games 2020.
El 2 de febrero de 2021, anunció a través de sus redes sociales su retirada como atleta profesional de CrossFit.

## Biografía
Nació en la ciudad histórica de Kingston, Ontario, Canadá, aunque su infancia comenzó en el suburbio de Sharbot Lake, en el mismo estado. Con edad para cursar la educación primaria, se trasladó junto a sus padres a Estados Unidos y fijó su domicilio en Colchester, Vermont. Es hijo de los patinadores artísticos Donald Fraser y Candace Jones, un amo de casa y una médica de familia que representaron a Canadá en los Juegos Olímpicos de Innsbruck 1976, donde finalizaron en última posición al conseguir 116.54 puntos respecto a Alexandr Zaitsev e Irina Rodnina, pareja que se alzó en primera posición con 140.54 puntos.
Creció en un ambiente deportivo donde los juegos en familia consistían en competiciones de pino en el salón, mientras que su padre utilizaba esa misma habilidad para bajar las escaleras de casa apoyado sobre sus manos. Además, apostaba con Mat un dólar para que éste realizase volteretas hacia atrás o saltase desde un trampolín a la piscina. Los juegos familiares se convirtieron en un hábito y aprendió a nadar con tan solo un año, practicó esquí acuático a los dieciocho meses, hizo ciclismo de descenso con dos años, y con cinco tuvo la capacidad de subir y bajar escaleras con la misma destreza que su padre. Durante su paso por el instituto jugó a fútbol americano con sus amigos como pasatiempo, ya que nunca aprendió las reglas del juego. A los 12 años y por ignorancia conoció el levantamiento de pesas, mientras competía contra un amigo para ver quien podía levantar más peso.
Aunque trabajó poco tiempo en un campamento petrolífero, accedió a la Universidad de Vermont, donde se graduó con una doble especialización en ingeniería mecánica y en ingeniería administrativa para gestionar proyectos industriales. Su título de graduado le llevó en 2014 a una empresa aeroespacial, donde trabajó 90 horas semanales en la fabricación de solenoides para misiles. Su época de estudiante universitario coincidió con sus inicios en el CrossFit y el comienzo de su carrera profesional como atleta. Se declaró en varias entrevistas emprendedor y conocedor de gestión en bolsa de valores, por lo que dirige y controla sus propias inversiones. Durante su época universitaria llevó una vida totalmente desequilibrada y sin trabajo; vivió en el sótano de la casa de sus padres, del que salió únicamente para ir a la universidad y al gimnasio. Sus días de estudiante transcurrieron entre dos prioridades: el CrossFit y los estudios de la universidad. Durante varios años, mantuvo una rutina que le hizo estar fuera de casa desde las seis de la mañana hasta las diez de la noche.
Con el fin de prepararse para los Reebok CrossFit Games 2017, se mudó a Cookeville, Tennessee, donde se incorporó al box CrossFit Mayhem, propiedad de Rich Froning Jr., un conocido atleta de la competición y al que Fraser igualó en títulos de campeón tras ganar los Games por cuarta vez. La campeona de los CrossFit Games en la división femenina Tia-Clair Toomey, también se mudó durante 2019 a Tennessee junto a su marido Shane Orr, entrenador de ambos atletas.

### Alcoholismo
El alcohol tuvo una gran presencia en su juventud, lo que le llevó a verse implicado en disturbios y problemas que derivaron en diversas multas. La indiferencia de su padre ante esta situación, provocó un cambio en su actitud que le hizo reflexionar y trabajar en un nuevo estilo de vida, cuyo primer paso. Accedió a la universidad y al mismo tiempo que estudiaba, comenzó a entrenar de forma intensa en el gimnasio, donde conoció a Nate, con quien entabló amistad y compartió sus mismos problemas con el alcohol; Nate acabó con su vida meses más tarde tras una fuerte recaída. Dicha situación le sirvió para reforzar su rechazo al alcohol.

## Trayectoria

### Inicios en el CrossFit
Se dedicó durante una década al levantamiento de pesas olímpico, un deporte que se convirtió en su pasión a los doce años durante su paso por el Instituto de Educación Secundaria de Colchester, su pueblo natal y donde se alzó como campeón escolar en 2003, 2005 y 2007. En 2010 y durante un entrenamiento para el Campeonato del Mundo Junior de Halterofilia, en Bucarest, Rumanía, su vértebra lumbar L5 se partió en dos debido a un levantamiento con la técnica incorrecta, aun así, compitió y quedó en el puesto quince de dieciséis de la categoría de 77 kg; los médicos le informaron de que probablemente «no podría volver a realizar grandes esfuerzos y mucho menos continuar compitiendo en esa disciplina deportiva». Rechazó una cirugía espinal y eligió en cambio una cirugía experimental que no surtió efecto y que volvió a lesionar su espalda, por lo que se le introdujo una esponja de proteína para regenerar el hueso y se le colocaron dos placas ensambladas con seis tornillos. Tras la cirugía compitió dos veces más y consiguió un tercer puesto en 2010, en la categoría masculina de 77 kg,  y un quinto en 2011 en la categoría de 85 kg. Se retiró por completo cuando Chicago perdió la candidatura a los Juegos Olímpicos de Río de Janeiro 2016.
Pasaron más de cuatro meses sin poder moverse a causa de la rotura, pero comenzó con entrenamientos y ejercicios de rehabilitación que le ayudaron a mejorar de nuevo su condición física. Durante su recuperación descubrió el CrossFit, un deporte que combinaba varias disciplinas y que despertó su interés. Buscó el box más cercano y encontró el CrossFit Champlain Valley, situado en Williston, Vermont y donde en un principio solo se dedicó a levantar pesas. Pronto, su curiosidad hizo que probase algunos de los ejercicios combinados que ofrecía ese deporte.
En 2012 se organizó la Winter Throwdown, una competición interna a la que el propietario del box inscribió a Mat: «No podía pagar la cuota de inscripción del evento y se ofreció a pagármela, pero me dijo que si ganaba tenía que comprarme un par de zapatillas de CrossFit»; entrenaba con unas Nike Air Max 90. Recibió formación y entrenamiento durante varios meses y ganó la competición, en la que recibió un premio de 500 USD. Durante los meses siguientes se inscribió a todas las competiciones de alta intensidad y consiguió la victoria en muchas de ellas. Sus logros le aportaron un sueldo extra con el que pudo pagar gastos básicos como gasolina y comida. Los entrenamientos de CrossFit le ayudaron a batir su récord personal en levantamiento de pesas, con una marca de 170 kg; todo ello gracias a que su zona isquiotibial, su espalda y la parte superior de su cuerpo se fortalecieron.

### Debut en los CrossFit Games

#### Open

Ejemplo de dominada completa o «muscle-up».

Su carrera en los CrossFit Games comenzó tras inscribirse al Open de 2013, en el que obtuvo la 192.ª posición mundial y con la que accedió a los Regionals de la zona nordeste de Estados Unidos. El Open consiste en cinco workouts (rutinas de ejercicios) compuestas por un grupo de ejercicios a completar por los competidores, quienes deben luchar por el mejor resultado. Los nombres de las pruebas están compuestos por las dos últimas cifras del año en el que se realizan, seguidas de un punto y su orden numérico; en 2013 se denominaron como 13.1, 13.2, 13.3, 13.4 y 13.5.
Las pruebas se lanzaron cada jueves entre el 27 de febrero y el 27 de marzo de 2013 y los participantes enviaron los ejercicios completos en forma de vídeo junto a un cronómetro para su correcta validez. Además, entrenadores con licencia CrossFit controlaron las rutinas en todo momento para verificarlas posteriormente; Jade Jenny se encargó de verificar los ejercicios de Fraser en el Champlain Valley Crossfit.
Finalizó noveno en la primera prueba (13.1) con 187 repeticiones y a tan solo tres de diferencia con la primera posición, liderada por Cristopher Wyant, tras no poder completar los burpees de la última ronda; solo completó siete de diez al cumplirse el tiempo marcado de diecisiete minutos. La segunda prueba consistió en realizar todas las rondas posibles de cinco repeticiones de press militar, diez repeticiones de peso muerto y quince saltos al cajón, donde completó once rondas y acumuló un total de 333 repeticiones; quedó séptimo. En la tercera prueba finalizó en décima posición con 266 repeticiones, que incluían 150 wallball, noventa saltos dobles a la cuerda y treinta muscle-ups. La cuarta prueba constó de tres repeticiones de clean and jerk y tres pies a barra, que se doblaron en número a cada ronda y que le llevaron hasta la 12.ª posición; completó cinco rondas y quince clean and jerks. Finalmente en la quinta ronda, cayó hasta el vigésimo puesto en una prueba complicada por el cansancio, que incluyó quince thrusters y quince ejercicios de pecho a barra, donde completó poco más de cuatro rondas.
- 13.1: 9.º (187 repeticiones)
- 13.2: 7.º (333 repeticiones)
- 13.3: 10.º (266 repeticiones)
- 13.4: 12.º (105 repeticiones)
- 13.5: 20.º (139 repeticiones)[37]

#### Regionals
Lideró el segundo evento y se hizo con la segunda posición en los dos últimos, pero los malos resultados en varias pruebas le impidió alcanzar la puntuación necesaria para su clasificación; quedó en quinta posición y no consiguió el pase a la fase final.
- Evento 1: 5.º (5:26)
- Evento 2: 1.º (143 kg-315.20 lb)
- Evento 3: 16.º (6:44)
- Evento 4: 18.º (25:30)
- Evento 5: 10.º (4:31)
- Evento 6: 2.º (10:14)
- Evento 7: 2.º (4:12)[39]

### Campeón de los CrossFit Games
En 2014 sus resultados mejoraron y consiguió un ascenso en la clasificación, donde escaló hasta el quinto puesto del Open y el primero en los Regionals; posición que mantuvo durante cinco años más hasta que fueron eliminados como método de clasificación. Su posición en los Regionals le permitió acceder a la última fase de los CrossFit Games, donde se convirtió en subcampeón mundial. Volvió a clasificarse en la siguiente edición y revalidó su puesto como número dos de la competición, lo que provocó una gran frustración en el estadounidense. Sus malos hábitos como comer helado, dormir poco y llevar un estilo de vida poco saludable, no le permitieron estar al máximo nivel.
Decidió tomarse más en serio tanto los entrenamientos, como la nutrición y el estudio de las pruebas de la competición, con el fin de eliminar aquellos fallos y debilidades que no le permitieron proclamarse campeón. Reestructuró todos sus hábitos, se centró en la disciplina y la constancia y mejoró su sueño con un aumento de las horas de descanso. Debido al gran cambio que quiso dar en su vida, contrató como entrenador a Ben Bergeron, extriatleta de Ironman y también atleta de CrossFit. En 2019 se mudó a Tennessee con el fin de entrenar junto a la campeona femenina de la competición Tia-Clair Toomey y Shane Orr, entrenador y marido de la atleta australiana.

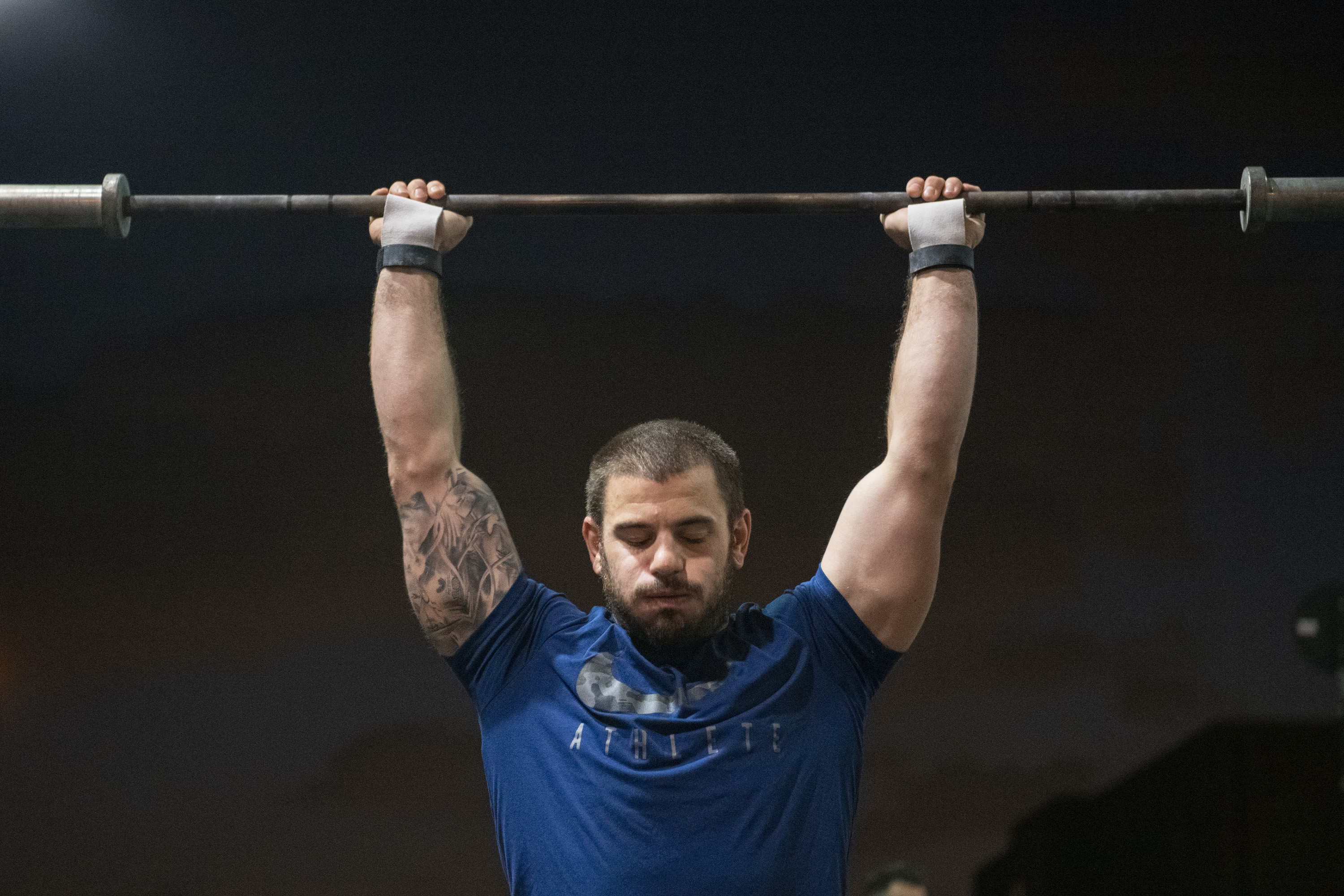
Mat Fraser durante un entrenamiento con barra olímpica.

Alcanzó su objetivo en los Reebok CrossFit Games 2016, tras una trayectoria de tres años en el mundo del CrossFit y dos subcampeonatos mundiales a sus espaldas, al obtener el título de «el hombre más en forma sobre la Tierra». Consiguió el máximo galardón también en 2017, 2018, 2019 y 2020.
Se hizo con el quinto título consecutivo de campeón en 2020, aunque debido a la Pandemia de COVID-19, la competición se realizó en el rancho de Dave Castro, situado en Aromas, California, sin público y con una reducción considerable de los participantes en el evento final. Cinco mujeres y cinco hombres quedaron finalistas tras clasificarse de forma online, siguiendo las directrices que la organización de la competición indicó previamente; además, se eliminó la categoría de equipos por motivos sanitarios.

### Retiro de la competición
Anunció su retirada de las competiciones de CrossFit el 2 de febrero de 2021, a través de sus redes sociales. En la publicación utilizó cinco imágenes donde explicó los motivos de su retiro, todo ello bajo el lema HWPO «Hard Work Pays Off» y cuya traducción es: «el trabajo duro da resultados».
Explicó que durante los años en los que compitió como profesional, tuvo que dejar de lado despedidas de soltero, vacaciones y citas con su prometida Sammy Moniz, además de mantener a diario horarios y actividades extremadamente estrictas.

## Sanctionals
Los Sanctionals nacieron en 2018 como una nueva modalidad de clasificación que sustituyó a los desaparecidos Regionals. Una asociación entre la marca CrossFit y quince competiciones de fitness que funcionaron hasta ese año de forma paralela a los CrossFit Games; dichos eventos se denominaron Sanctioned Events e incluyeron la palabra CrossFit en sus nombres. La propia competición financió gran parte de los antiguos Regionals durante años, por lo que el fundador de la marca europea, Greg Glassman, declaró que «suponían una gran inversión económica e implicaban mucho tiempo». Por ello, los eventos asociados pasaron a correr con todos los gastos en el nuevo modo de clasificación.

#### Dubai Fitness Championship
A finales de 2018, la Dubai Fitness Championship, famosa competición mundial junto a los CrossFit Games, firmó en primera instancia el contrato para convertirse en el primer evento de los Sanctionals y cambió su nombre a Dubai CrossFit Championship. Conquistó esta competición en 2019 tras enfrentarse a un gran número de atletas de alto nivel y consiguió el pase directo a los Reebok CrossFit Games 2019. Debido a la gran cantidad de seguidores y la participación de algunos de los mejores crossfitters del mundo como Sara Sigmundsdottir, el tetracampeón de los Games Rich Froning Jr. e incluso el propio Mat Fraser, se equiparó el evento dubaití al evento final de los Games. Además, es la competición que más dinero repartió entre los participantes después de los CrossFit Games y donde Fraser se embolsó un total de 100 000 USD al convertirse en campeón.

#### The Rogue Invitational
En 2019 consiguió la primera posición en The Rogue Invitational, otro evento perteneciente a los Sanctionals, organizado por el patrocinador oficial de material de los CrossFit Games, Rogue Fitness, que albergó a los mejores atletas del mundo con invitaciones especiales para los más veteranos de la competición. Se creó incluso una categoría a la que bautizaron como Legends (leyendas) y en la que no dudaron en aceptar la invitación algunos atletas históricos de la competición como Jason Khalipa, Mikko Salo y Graham Holmberg; en categoría masculina, y Samantha Briggs, Julie Foucher y Tanya Wagner; en categoría femenina.
Una lesión durante sus entrenamientos le obligó a retirar su participación y así lo comunicó en sus redes sociales. Se recuperó a tiempo, pero al no poder rendir al máximo nivel por no haber podido entrenar, decidió no competir. Animó a su compañera Tia-Clair Toomey, al mismo tiempo que recibió mensajes de ánimo de la organización y de varios de los participantes. La edición de 2020 se celebró de forma exclusivamente online y repartió 400 000 USD.

#### CrossFit Strength in Depth
Volvió a alzarse en la primera posición durante el sexto Sanctioned Event de la temporada 2020, durante el CrossFit Strength in Depth celebrado en Londres, Cardiff y Bath; ciudades de Reino Unido. Consiguió la victoria en cinco de los siete eventos de la competición y se impuso a David Shorunke con una diferencia de 136 puntos. La organización dobló el premio respecto a la edición del año anterior, por lo que recibió 5000 £.

## Palmarés

### CrossFit Games
| Año  | CrossFit Games | Regionals    | Open    | Open               |
| Año  | CrossFit Games | Regionals    | Mundial | Nacional           |
| ---- | -------------- | ------------ | ------- | ------------------ |
| 2013 | -              | 5.º Nordeste | 192.º   | -                  |
| 2014 | 2.º            | 1.º Nordeste | 7.º     | -                  |
| 2015 | 2.º            | 1.º Este     | 1.º     | 1.º Estados Unidos |
| 2016 | 1.º            | 1.º Este     | 7.º     | 6.º Estados Unidos |
| 2017 | 1.º            | 1.º Este     | 1.º     | 1.º Estados Unidos |
| 2018 | 1.º            | 1.º Central  | 1.º     | 1.º Estados Unidos |
| 2019 | 1.º            | -            | 1.º     | 1.º Estados Unidos |
| 2020 | 1.•            | -            | 2.º     | 1.º Estados Unidos |

### Sanctionals
| Año  | Pos. | Sanctioned Event            |
| ---- | ---- | --------------------------- |
| 2019 | 1.º  | Dubai CrossFit Championship |
| 2019 | 1.º  | The Rogue Invitational      |
| 2020 | 1.º  | CrossFit Strength in Depth  |

### Marcas personales
| Workout      | Tiempo          |
| ------------ | --------------- |
| Fran         | 2:13            |
| Grace        | 1:21            |
| Técnico      | Peso            |
| Clean & Jerk | 170 kg (375 lb) |
| Snatch       | 143 kg (315 lb) |
| Deadlift     | 227 kg (500 lb) |
| Back Squat   | 220 kg (485 lb) |
| Max Pull-ups | 50 reps         |

## Patrocinadores

### Nike
Nike apostó por Mat en diciembre de 2014, tras su gran actuación en los Reebok CrossFit Games 2014, durante su debut en la última fase de la competición y donde consiguió el segundo puesto por detrás de Rich Froning Jr. La marca contactó con el entonces «novato del año» (Rookie of the Year) y ambos firmaron un contrato de patrocinio. Esta situación provocó una gran polémica y una pelea publicitaria entre Nike y Reebok durante 2015, ya que esta última, era la marca oficial de los Games desde 2011 y prohibió a los participantes utilizar calzado de Nike durante la competición.
Trabajó y colaboró en 2019 con su patrocinador para sacar a la venta la quinta edición de las Nike Metcon, unas zapatillas basadas en Fraser y orientadas al CrossFit, aunque se anunciaron como «entrenamiento de alta intensidad» al no poder nombrar al organizador de la competición. Las zapatillas se diseñaron tras un estudio de su trabajo diario en el gimnasio e incluyeron su firma en la suela; además, se incorporaron tres círculos en un lateral como representación de los tres títulos de campeón de los CrossFit Games que ostentaba en ese momento.

### Beam
Fue el primer deportista que empezó a trabajar con la empresa Beam, fundada ese mismo año con origen en Boston y que lanzó al mercado una gama de productos para deportistas que contenían cannabinol (CBD), un aceite esencial extraído de la planta de cáñamo y cuyo objetivo principal se centró en los suplementos sanos y libres de tetrahidrocannabinol (THC); sustancia prohibida en los controles antidopaje. Además, la marca trabajó junto al atleta en la grabación del documental sobre su vida: Pursuit for Better.

## Ganancias
Las competiciones de CrossFit le ayudaron con sus gastos debido a que solo era un estudiante universitario que vivía en casa de sus padres. Ganó numerosos torneos que le permitieron mantenerse económicamente hasta que alcanzó los CrossFit Games, donde se convirtió en atleta profesional; acumuló un total de 1 607 000 USD en premios hasta 2019.
En 2014 consiguió 75 000 USD al alcanzar el segundo puesto en el evento final de los CrossFit Games, junto a otros 8000 USD al subir en cuatro ocasiones al podio de los eventos individuales y sumado a 3000 USD más por su primer puesto en los Regionals. Al año siguiente, rozó la primera posición, pero sus malos hábitos alimenticios hicieron que volviese a repetir en el segundo puesto; obtuvo un total de 111 000 USD, donde 90 000 USD formaron parte del premio a la segunda posición. Ben Smith ocupó el primer puesto y obtuvo un premio de 275 000 USD.
En la edición de los Reebok CrossFit Games 2016, consiguió proclamarse campeón del mundo por primera vez y se hizo con el premio de 275 000 USD, que sumó a los 15 000 USD por su posición en cada uno de los eventos y 5000 USD por alcanzar el primer puesto en los Regionals de la región este. Ya en 2017 y consolidado como campeón de los Games, revalidó el título por segunda vez y recibió un total de 309 000 USD, donde se incluyeron los 285 000 USD del premio de campeón. Se convirtió en tricampeón en 2018 tras superar con una holgada diferencia a Patrick Vellner y Lukas Högberg, el mismo año que Reebok ofreció por primera vez 300 000 USD al campeón de la competición; la suma de todas sus ganancias durante el evento completo ascendió a 317 000 USD. En 2019 los 300 000 USD del premio se mantuvieron y Fraser ganó por cuarta vez consecutiva, lo que supuso un empate a títulos con Rich Froning Jr., quien mantuvo el récord de cuatro ediciones consecutivas como campeón hasta ese año. Aparte del gran premio, sumó a sus ganancias 22 000 USD por el primer puesto en seis de los eventos y el segundo en otros dos; acumuló un total de 322 000 USD.
Antes de lograr llegar a la fase final de 2019 participó en los entonces nuevos, Sanctionals, donde consiguió la primera posición. En primer lugar conquistó la Dubai CrossFit Championsip, donde ganó un premio de 100 000 USD. Meses más tarde alcanzó la victoria en The Rogue Invitational, competición organizada por Rogue Fitness, patrocinador oficial de material deportivo de los CrossFit Games y que le otorgó un premio de 65 000 USD.

## Nutrición

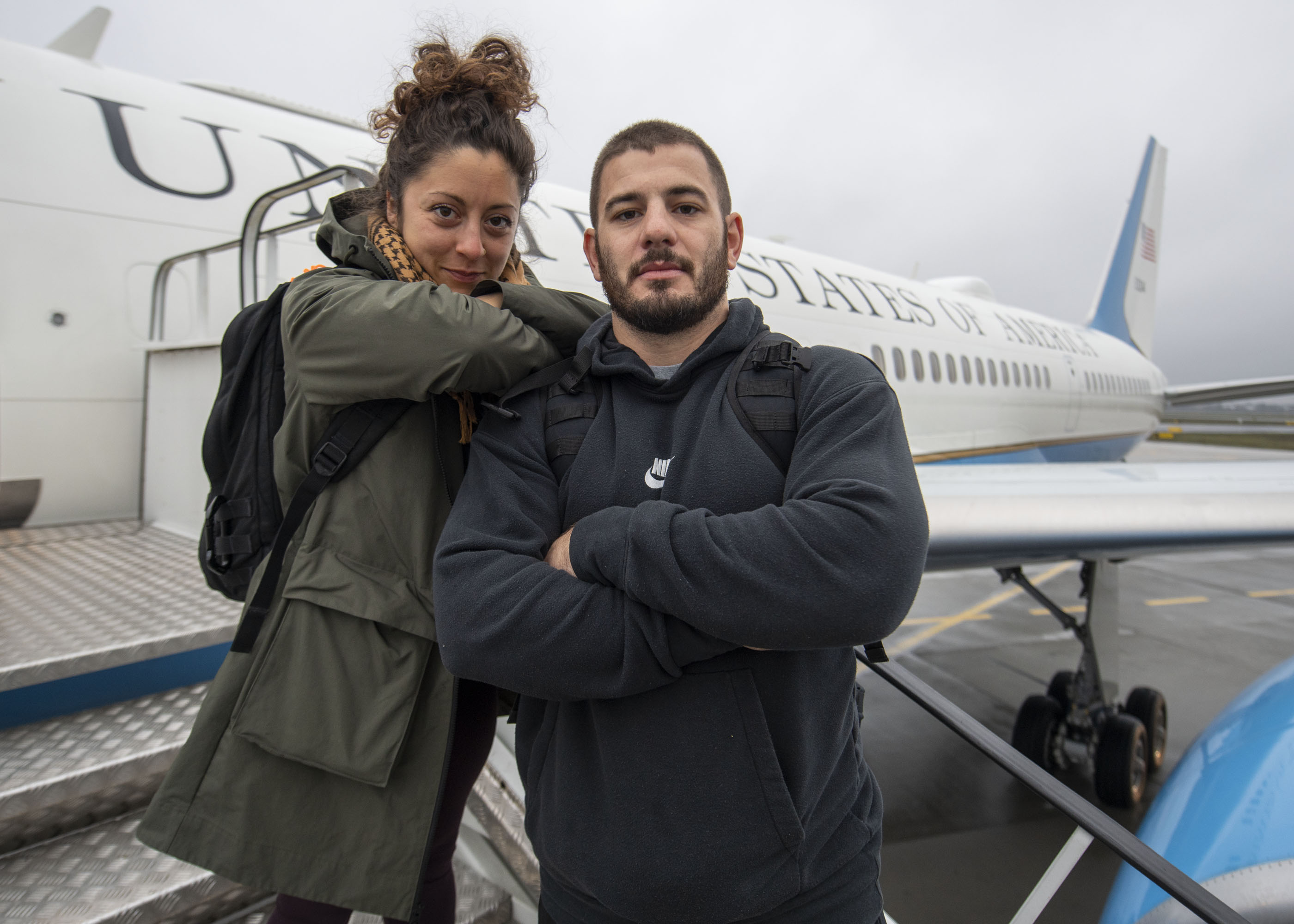
Mat Fraser y su novia Sammy Moniz en diciembre de 2018.

Un gran número de atletas profesionales y seguidores de CrossFit apoyaron la idea de llevar una nutrición basada en la dieta paleolítica, pero varios expertos en nutrición demostraron que no era del todo adecuada, ya que carecía en gran parte de hidratos de carbono; elemento importante para quienes practican este deporte. Fraser declaró que mantenía una alimentación controlada a base de verduras, carne, arroz blanco y fruta, repartidos en cuatro o cinco comidas al día. Aunque no se obsesionó con dietas estrictas, declaró que «los cambios relacionados con la nutrición fueron definitivos. No solo a la hora de comer, sino también todo el proceso que lo rodea». Hasta que no se tomó en serio su carrera en 2015 y decidió luchar por la primera posición de cara a los Reebok CrossFit Games 2016, no mantuvo ninguna dieta estricta e incluso comía helados y donuts de vez en cuando.
Consume cerca de cinco mil calorías diarias y le da mucha importancia al desayuno, en el que incluye huevos, beicon, avena y tortitas entre otros alimentos altos en proteína; trata de evitar siempre comidas fritas, ultraprocesadas y refrescos azucarados. Su prometida, Sammy Moniz, apoyó al atleta con su nutrición y se declaró amante empedernida de la cocina, por lo que comenzó a preparar menús adaptados a sus intensos entrenamientos que pronto se hicieron famosos en las redes sociales. Tras recibir numerosas críticas positivas sobre sus recetas, Sammy creó una cuenta en Instagram llamada Feeding The Frasers, donde poder compartir a diario fotografías y recetas de las comidas que cocinaba para su pareja; más tarde abrió una página web relacionada con ello.

## Aficiones
Aunque difiere del deporte que practica a diario, es un gran aficionado a las armas de fuego y disfruta de su colección al mismo tiempo que publica fotos y vídeos a través de su cuenta de Instagram. En ocasiones aprovecha sus ratos libres para probar nuevas armas que le ofrecen empresas armamentísticas entre las que se encuentran metralletas, rifles, escopetas e incluso hachas tácticas.
Su afición por el café comenzó durante un viaje en Australia, pidió una taza y sorprendido por su sabor, preguntó al camarero sobre el origen del producto. Más tarde viajó a Italia y comprobó que en todas las casas se tomaba café espresso, por lo que decidió comprar una cafetera; buscó la más económica debido a que en esa época era estudiante universitario. Además, tomar el café también es uno de sus momentos favoritos del día, asimismo confesó que le costó tiempo y estudio encontrar la mejor preparación y la mejor cafetera. Toma un café cuádruple al comienzo del día y en ocasiones uno doble después de la comida, que le aporta grandes cantidades de cafeína para estimular su sistema nervioso, mejorar su resistencia y mantener una controlada pérdida de grasa.